# 8238 Courbet
A 8238 Courbet (ideiglenes jelöléssel 4232 T-1) a Naprendszer kisbolygóövében található aszteroida. Cornelis Johannes van Houten, Ingrid van Houten-Groeneveld és Tom Gehrels fedezte fel 1971. március 26-án.